# شهزاده (فیلم)
شهزاده (به هندی: Shehzaade) فیلمی محصول سال ۱۹۸۹ و به کارگردانی راج ان. سیپی است. در این فیلم بازیگرانی همچون درمندرا، شاتورگان سینها، کیم کتکار، دیمپل کاپادیا، جایا پرادا، موشومی چاترجی، دارا سینگ، پانت ایثار، دنی دنزونگپا، شارات ساکسنا، باب کریستو ایفای نقش کرده‌اند.